# Frank Fletcher
Frank Jack Fletcher (Marshaltown, 29 de abril de 1885 – Bethesda, 26 de abril de 1973) foi um almirante da Marinha dos Estados Unidos que participou das duas guerras mundiais do século XX, proeminente na Segunda Guerra Mundial por seu comando nas batalhas aeronavais de Midway e do Mar de Coral.
Durante a Primeira Guerra Mundial, Fletcher comandou diversos contratorpedeiros da frota, recebendo a Cruz Naval ao fim do conflito, por seu desempenho no patrulhamento e na proteção de comboios marítimos Aliados nos mares da Europa. No período entre guerras, assumiu funções burocráticas de alto escalão na Marinha, como chefe de estado-maior do comandante-em-chefe da frota atlântica dos Estados Unidos e assessor pessoal do Secretário da Marinha dos Estados Unidos em 1933. Após estes cargos, voltou ao mar recebendo o comando de um encouraçado de uma das flotilhas de encouraçados de batalha do país em 1936.

## Segunda Guerra Mundial
Em janeiro de 1942, logo após o início da Guerra do Pacífico com o ataque japonês a Pearl Harbor, o contra-almirante Fletcher assumiu o comando da Força Tarefa 17, constituída em torno do porta-aviões USS Yorktown. Mesmo sendo apenas um comandante de navios de batalha de superfície (destróieres, cruzadores, encouraçados, etc) ele foi escolhido entre oficiais mais antigos para comandar uma força tarefa de porta-aviões e aprendeu as táticas de operações aeronavais com almirantes mais experientes como William Halsey e Chester W. Nimitz em missões nas Ilhas Gilbert, Nova Guiné e Mar de Coral entre fevereiro e abril de 1942.
Em maio daquele ano, Fletcher comandou a força tarefa aliada na Batalha do Mar de Coral, famosa por ser a primeira batalha entre porta-aviões na guerra sem que as frotas combatentes  tivessem qualquer contato visual uma com a outra. A batalha acabou sem vencedores, mas foi a primeira vez desde Pearl Harbor que a Marinha Imperial do Japão viu interrompida sua sucessão de grandes vitórias pelo Pacífico, em que derrotaram frotas britânicas, holandesas, australianas e asiáticas, perdendo apenas navios pequenos como caça-minas e submarinos.
Em junho, comandando uma taskforce de três porta-aviões, e ao lado do almirante Raymond Spruance, afundou quatro porta-aviões inimigos na Batalha de Midway e foi um dos principais responsáveis pela primeira vitória naval dos Estados Unidos na II Guerra Mundial, a partir da qual a balança da guerra passou a pender para o lado Aliado. 
Em agosto, ele também foi o principal comandante da frota que apoiou os desembarques nas ilhas de Tulagi e Guadalcanal, que se tornaram a primeira vitória terrestre da guerra seis meses de combates depois. Sofreu, entretanto, críticas por ter deixado as costas de Guadalcanal logo após os desembarques por temer um ataque maciço aéreo japonês contra seus navios, deixando sem cobertura aérea a frota que ali escoltava os transportes de tropas aliados, resultando no afundamento de quatro cruzadores aliados por uma flotilha japonesa ao largo da Ilha Savo. Na Batalha das Salomão Orientais, semanas depois, sua força tarefa afundaria seu sexto porta-aviões japonês. 
Ainda assim, Fletcher sofreria críticas por não ter perseguido a frota inimiga até a destruição completa e após esta batalha foi transferido para comandar a defesa da costa dos Estados Unidos contra possíveis ataques inimigos vindos do norte, após a tentativa de invasão das Ilhas Aleutas. Seus sucessores na frota perderam dois porta-aviões nas semanas seguintes sem afundar nenhum inimigo.

## Pós-guerra
Em 1943, Frank Fletcher assumiu a defesa da toda a área norte do Pacífico, comando que manteve até o fim a guerra, quando suas forças ocuparam o Japão. Após a guerra foi promovido a almirante-de-esquadra e chefe do Conselho Geral da Marinha até sua passagem para a reserva em 1947.
Faleceu em abril de 1973 no Hospital Naval Geral de Bethesda, em Maryland, quatro dias antes de completar 88 anos, e foi enterrado com honras militares no Cemitério Nacional de Arlington, em Washington, D.C..
Seu legado à marinha e à história da Segunda Guerra Mundial foi o de ser o almirante em comando de batalha que sustentou a posição dos Aliados no Pacífico nos primeiros e críticos oito meses após o ataque a Pearl Harbor, quando estes se encontravam em desvantagem de equipamentos e homens, com dez porta-aviões contra três e dez encouraçados contra nenhum, impedindo a vitória completa do Japão e a ocupação da Austrália, Nova Zelândia e da ilha de Midway.
Ele comandou a organização das forças-tarefas, o uso de especialistas em guerra aérea, descobriu técnicas do uso de porta-aviões em combate que antes não existiam e mostrou um quase e perfeito balanceamento entre ações agressivas e cautelosas, que lhe permitiram afundar seis porta-aviões inimigos na Guerra do Pacífico perdendo apenas dois.